# Doboj Jug
Doboj Jug je općina u Federaciji Bosne i Hercegovine, nastala nakon Daytonskog sporazuma od dijela prijeratne općine Doboj. Nalazi se u Zeničko-dobojskoj županiji i graniči s općinom Tešanj i općinom Usora. Spada u red najmanjih i najsiromašnijih općina u Bosni i Hercegovini.

## Zemljopis
Prostor općine Doboj Jug se nalazi u regiji Sjeverne Bosne, na ušću rijeke Usore u Bosnu uz magistralne ceste M-17 Bosanski Šamac-Sarajevo-Mostar i M-4 Doboj-Teslić-Banja Luka. Smještena je sjeverno od općine Tešanj, na oko 5 km južno od Doboja, oko 45 km istočno od Banje Luke, isto toliko zapadno od Tuzle, te oko 185 km sjeverno od Sarajeva. Prostor pripada središnjem dijelu peripanonskog bazena, a nalazi se u regiji Sjeverne Bosne u zoni niskih pobrđa, aluvijalnih ravni i kotlina oko donjeg toka rijeke Bosne.
Ovaj prostor je nagnut od juga prema sjeveru i otvoren panonskim klimatskim uticajima u kome vlada umjereno kontinentalna klima, čije su karakteristike topla ljeta i umjereno hladne zime, sa srednjom godišnjom temperaturom koja je viša od 1°C i godišnjom količinom padalina oko 900-1000 mm. 
Općina Doboj-Jug se nalazi u donjem slivnom području rijeka Usore i Bosne, a samim tim je dio crnomorskog slijeva. Širi prostor područja pripada biomu vlažnih šuma hrasta lužnjaka i običnog graba. Ovaj tip vegetacije je svojstven nizijskim i brežuljkastim predjelima kakav je i prostor u kome se nalazi ova općina. S obzirom na prirodno-geografske karakteristike ovdje su se formirala automorfna kisela (smonica i gajnjača) i hidromorfna tla (aluvijalna).
Općina ima dobru putnu komunikaciju kojom je povezana sa svim dijelovima Bosne i Hercegovine. Njenom teritorijom prolaze magistralne ceste M-4 (Banjaluka-Teslić-Doboj) i M-17 (Bosanski Šamac-Doboj-Sarajevo-Mostar). Prema utvrđenoj trasi budućeg autoputa na koridoru 5-C u, zapadno od Matuzića na lokalitetu 'Rastoke' u Kraševu u blizini firme 'Plin-komerc' predviđena je priključna petlja magistralnih puteva ove regije na koridor.
Novim upravno-političkim prestruktuiranjem države općina Doboj-Jug je pripala Zeničko-dobojskoj županiji i samim tim je u nodalno-funkcionalnom smislu orijentirana ka gradu Zenici kao središtu županije.
Granice područja općine su: na istoku rijeka Bosna, na sjeveru i zapadu Usora, a južna ide od polja Lug, preko Krčevina, Bukvika, Druma do Šijačke rijeke.

## Stanovništvo
| Narodnosni sastav stanovništva općine Doboj-Jug (tada dio općine Doboj), po naseljenim mjestima, prema popisu iz 1991. |        |           |      |        |             |        |
| naseljeno mjesto | ukupno | Muslimani | Srbi | Hrvati | Jugoslaveni | ostali |
| Matuzići | 1,783  | 1,698     | 18   | 10     | 39          | 18     |
| Mravići | 1,476  | 1,347     | 1    | 87     | 20          | 21     |

## Naseljena mjesta
Ovu općinu čine dva ruralna naselja, od kojih su Matuzići zbijenog, a Mravići razbijenog tipa.